# North York, Pennsylvania
North York är en ort i York County i delstaten Pennsylvania, USA.